# Kenny Anthony
Kenny Davis Anthony (ur. 8 stycznia 1951 w Laborie) – polityk, premier Saint Lucia od 24 maja 1997 do 15 grudnia 2006 oraz ponownie od 30 listopada 2011 do 7 czerwca 2016. Lider Partii Pracy Saint Lucia od 1996 do 2016, lider opozycji w latach 2006–2011.

## Edukacja i kariera zawodowa
Kenny Anthony z zawodu jest nauczycielem i adwokatem, w latach 1969–1971 studiował w kolegium nauczycielskim Saint Lucia Teachers College. Następnie w latach 1973–1976 studiował historię (studia licencjackie) na Uniwersytecie Indii Zachodnich, a w latach 1981–1985 prawo na tej samej uczelni. Od 1985 do 1988 kształcił się na University of Birmingham w Wielkiej Brytanii, na którym obronił doktorat.
Od 1968 do 1978 pracował jako nauczyciel w szkołach średnich na Saint Lucia. W latach 1978–1979 oraz 1981–1983 oraz 1984–1988 wykładał na Uniwersytecie Indii Zachodnich. W latach 1989–1994 wykładał i kierował wydziałem prawa na tym uniwersytecie.

## Kariera polityczna
W latach 1979–1980 Anthony był specjalnym doradcą ministra edukacji i kultury. Od grudnia 1980 do marca 1981 zajmował stanowisko ministra edukacji. Od marca 1995 do kwietnia 1996 był członkiem sekretariatu Wspólnoty Karaibskiej (CARICOM).
W 1996 stanął na czele Partii Pracy Saint Lucia (SLP, Saint Lucia Labour Party). Po wygranych przez partię wyborach, w których zdobyła ona 16 z 17 mandatów w parlamencie, 24 maja 1997 objął funkcję premiera. W swoim gabinecie objął również tekę ministra finansów, planowania i rozwoju. W wyborach parlamentarnych w grudniu 2001 Partia Pracy również odniosła zwycięstwo (uzyskując 14 mandatów), a Kenny utrzymał stanowisko szefa rządu.
W kolejnych wyborach parlamentarnych 11 grudnia 2006 SLP zdobyła już tylko 6 miejsc w 17-osobowym parlamencie. 15 grudnia 2006 nowym szefem rządu został John Compton, lider zwycięskiej Zjednoczonej Partii Robotników, a Kenny Anthony objął funkcję lidera opozycji. W sierpniu 2007 przewodniczył misji obserwatorów Wspólnoty Narodów w czasie wyborów w Sierra Leone.
W wyborach parlamentarnych 28 listopada 2011 SLP odniosła zwycięstwo, zdobywając 10 mandatów w parlamencie. 30 listopada 2011 Kenny Anthony po raz drugi objął urząd szefa rządu.
Po przegranej Partii Pracy w wyborach w 2016 Anthony ustąpił ze stanowiska lidera partii, deklarując, że nie zamierza obejmować funkcji lidera opozycji. Zachował jednak mandat poselski.